# 阿拉木图宣言 (1991年)
《阿拉木圖宣言》是1991年12月21日由蘇聯11個共和國（波羅的海3國和喬治亞除外）的領導人在哈薩克首都阿拉木圖舉行的首腦會議上簽署的一份宣言。

## 內容
- 確認由俄羅斯、烏克蘭和白俄羅斯3國簽署的獨立國家國協的宗旨和原則。
- 宣布聯合體成員國將通過協調機構進行平等合作，保留軍事戰略力量的統一指揮和對核武器進行統一監督。
- 各成員國將在形成和發展共同經濟區域方面進行合作。
- 宣布隨著獨立國協的成立，蘇聯將停止存在，各加盟國互相承認。
- 獨立國協對承認其宗旨和原則的前蘇聯成員國或其他國家開放，經成員國一致同意均可加入獨立國協。

## 簽署宣言者
| 簽署宣言者 | 簽署宣言者              | 簽署宣言者                         |
| 代表国家   | 代表者                  | 職位                               |
| ---------- | ----------------------- | ---------------------------------- |
|            | 阿亞茲·穆塔利博夫       | 阿塞拜疆共和國總統                 |
| 亞美尼亞   | 列翁·特爾-彼得羅相      | 亞美尼亞共和國總統                 |
| 白俄羅斯   | 斯坦尼斯拉夫·舒什克維奇 | 白俄羅斯共和國最高蘇維埃主席       |
|            | 努尔苏丹·纳扎尔巴耶夫   | 哈薩克斯坦共和國總統               |
|            | 阿斯卡爾·阿卡耶夫       | 吉爾吉斯斯坦共和國總統             |
| 摩尔多瓦   | 米爾恰·斯涅古爾         | 摩爾多瓦共和國總統                 |
| 俄羅斯     | 鮑利斯·葉利欽           | 俄羅斯蘇維埃聯邦社會主義共和國總統 |
|            | 拉赫蒙·納比耶夫         | 塔吉克斯坦共和國總統               |
|            | 薩帕爾穆拉特·尼亞佐夫   | 土庫曼斯坦總統                     |
|            | 伊斯蘭·卡里莫夫         | 烏茲別克斯坦共和國總統             |
| 乌克兰     | 列昂尼德·克拉夫丘克     | 烏克蘭總統                         |

## 外部連結
- 阿拉木图宣言（俄語）
- 阿拉木图宣言（英語） Archive.today的存檔，存档日期2012-12-13